# Dieu et mon droit
Dieu et mon droit är de brittiska monarkernas motto. Mottot är franska för ”Gud och min rätt”.  Det anspelar på monarkens gudomliga rätt att härska, och lär först ha använts av kung Henrik V. Texten står under Storbritanniens riksvapen. 
Det anglo-normandiska språket (en fransk dialekt) var efter normandernas erövring av England det primära språket för det kungliga hovet och för den härskande klassen, varför mottot är på franska.
Dieu et mon droit har också översatts till ”Gud och min rätt”, ”Gud och min högra hand”, ”Gud och min lagliga rätt” och ”Gud och min rätt skall skydda mig”.